# Приволжское сельское поселение (Чувашия)
Приволжское се́льское поселе́ние — упразднённре муниципальное образование в Мариинско-Посадском районе Чувашии Российской Федерации.
Административным центром являлась — деревня Нерядово.

## География
Находится в северо-восточной части района.
С севера и востока граница Приволжского сельского поселения проходит по реке Волга. С запада и юга поселение граничит с Мариинско-Посадским городским поселением, Сутчевским сельским поселением и Эльбарусовским сельским поселением.

## История
Статус и границы сельского поселения установлены Законом Чувашской Республики от 24 ноября 2004 года № 37 «Об установлении границ муниципальных образований Чувашской Республики и наделении их статусом городского, сельского поселения, муниципального района и городского округа»Упразднено законом от 29 марта 2022 года в рамках преобразования муниципального района со всеми входившими в его состав поселениями путём их объединения в муниципальный округ[3].

## Население
| 2010  | 2012  | 2013  | 2014  | 2015  | 2016  | 2017  |
| ----- | ----- | ----- | ----- | ----- | ----- | ----- |
| 1180  | ↘1169 | ↗1188 | ↗1211 | ↘1172 | ↘1146 | ↘1106 |
| 2018  | 2019  | 2020  | 2021  |       |       |       |
| ↘1086 | ↘1043 | ↗1045 | ↘1018 |       |       |       |

В них на 1.01.2013 года проживало 1226 человек (581 мужчин и 645 женщин).

## Состав сельского поселения
В состав сельского поселения входят 12 населённых пунктов:
| №  | Населённый пункт | Тип населённого пункта          | Население |
| -- | ---------------- | ------------------------------- | --------- |
| 1  | Амачкино         | деревня                         | →25       |
| 2  | Астакасы         | деревня                         | →290      |
| 3  | Водолеево        | деревня                         | →14       |
| 4  | Демешкино        | деревня                         | →6        |
| 5  | Дубовка          | деревня                         | →330      |
| 6  | Кушниково        | село                            | →111      |
| 7  | Нерядово         | деревня, административный центр | →52       |
| 8  | Новое Кушниково  | деревня                         | →33       |
| 9  | Пущино           | деревня                         | →15       |
| 10 | Тинсарино        | деревня                         | →214      |
| 11 | Ураково          | деревня                         | →70       |
| 12 | Шульгино         | деревня                         | →66       |

## Символика
Герб и флаг были приняты в 2008 году. Флаг утверждён 8 августа 2008 года и внесён в Государственный геральдический регистр Российской Федерации с присвоением регистрационного номера 4339, а герб утверждён под № 4338.

## Социальные объекты
Имеется 6 фельдшерских пунктов (Дубовский, Астакасинский, Нерядовский, Кушниковский, Шульгинский, Ураковский), 2 библиотеки (в д.Дубовка и в д.Астакасы), 2 дома культуры (Кушниковский сельский дом культуры и  Дубовский сельский дом культуры), 3 магазина (в деревнях Дубовка, Астакасы, Тинсарино), церковь Преображения Господня в село Кушниково(действующая  с 1735 года), база отдыха «Государева Гора» в деревне Демешкино, 13 садоводческих товариществ, 5019 земельных участков граждан и юридических лиц.

## Экология
На территории Приволжского сельского поселения в 1996 году с целью сохранения и изучения одной из крупнейших колоний серых цапель рядом с деревней Ураково в 4 квартале Марпосадского лесничества Марпосадского лесхоза был образован государственный орнитологический заказник «Ураковская колония серых цапель» площадью 55 га. В 1999 году он был включён в состав государственного природного заказника «Водолеевский» республиканского значения площадью 151,9 гектара.
- Серая цапля